# Bullock Creek
Pour les articles homonymes, voir Bullock.
Le site de fossilifère de Bullock Creek est un des trois sites de fossiles de vertébrés connus du Territoire du Nord en Australie, avec ceux d'Alcoota Fossil Beds à Alcoota Station, et celui de Kangaroo Well à Deep Well Station. Il est situé à environ 550 km au sud-sud-est de Darwin à Camfield Station. 

## Géologie

### Le site fossilifère
Le site de Bullock Creek fait partie du site de Camfield où des fossiles affleurent sur une bande étroite et longue de 50 kilomètres. La faune date du milieu du Miocène (il y a environ 12 millions d'années). Le sous-sol de la région est formé de grès calcaire légèrement coloré, de calcaire et de siltstone. À la base, se présentent des marbrures ferrugineuses et de la calcédoine au sommet. Les fossiles vont de fragments de fossiles à des squelettes presque complets notamment des crânes avec des structures délicates intactes. 

### La désertification du Miocène
Au début du Miocène (23,3 -16.3 millions d'années), la masse continentale du Sud du Gondwana se sépare du reste. L'Australie séparée de l'Antarctique et de l'Amérique du Sud dérive vers le nord avec les îles de la Nouvelle-Guinée (Cf. tectonique des plaques). Le climat est chaud et humide. La forêt pluviale domine les paysages (la richesse en biodiversité pourrait se comparer à celle de Bornéo ou de l'Amazonie actuelle).
La fin du Miocène (10 - 4,5 millions d'années) est sèche à l'échelle mondiale et se refroidit. La glace s'accumule rapidement aux pôles, en conséquence le niveau moyen des océans diminue et, les précipitations également. L'Australie est alors isolée des autres masses continentales mais juste en connexion avec des groupes d'îles du Sud-Est asiatique, elle s'assèche en raison de la progression de l'inlandsis antarctique. Les forêts tropicales se retirèrent au profit de forêts sèches plus ouvertes et de formations buissonnantes.
Le site fournit des renseignements précieux sur l'évolution de la faune et du climat du Territoire du Nord à la transition entre Tertiaire et Quaternaire. Avec les fossiles de la formation d'Alcoota Fossil Beds au nord-est d'Alice Springs, les fossiles de Bullock Creek démontrent une continuité structurelle communautaire du milieu à la fin du Miocène au Nord de l'Australie.  L'étude des couches géologiques et des fossiles (avec de petits poissons piégés dans des trous d'eau) indiquent que la région a connu de longues périodes de faibles précipitations et probablement des températures ambiantes élevées. L'ensemble montre la progression de la désertification au cours du Miocène dans le Nord de l'Australie.

### Les taxons fossiles remarquables
- Le serpent mythique Yurlunggur a donné son nom au Yurlunggur camfieldensis ayant vécu du Miocène-fin de l'Oligocène au Pléistocène de la famille des Madtsoiidae[3],[4]. Le site de référence est Bullock Creek[5].
- Une nouvelle espèce de Crocodilien du genre Baru a été découverte dans ces sites. Le mot baru en langue aborigène signifie l'ancêtre crocodile.

L'espèce Baru darrowi date du milieu du Miocène dans le Territoire du Nord (c'est le plus gros, il atteint 4-5 m de long aussi gros que les crocodiles d'eau salée actuels), deux autres espèces B. huberi et B.  wickeni datant de la fin de l'Oligocène sont présentes dans les dépôts fossilifères du Queensland. Baru était sans doute un prédateur semi-aquatique des berges de milieux forestiers qui se nourrissait entre autres de kangourous archaïques. 
Le genre Baru se situe à la base de la tribu Mekosuchini, qui comprend Trilophosuchus (un petit crocodile de Riversleigh), Quinkana (Pliocène-Pléistocène australien), Volia (Plesitocene de Fidji) et Mekosuchus (Australie et Nouvelle-Calédonie). Les espèces de Baru (B. wickeni et B. huberi) sont étroitement liées et connues dans les couches de l'Oligocène-Miocène du Nord et du Centre de l'Australie  .
- et un nouveau genre de tortue géante à cornes : Meiolania.
- Le site de Camfield est l'un des rares sites australiens où des fossiles de Marsupiaux sont bien conservés sous la forme de crânes complets avec leurs structures pratiquement intactes en particulier, un vrai kangourou primitif à molaires supérieures lophodontes.

Des restes de Lion marsupial, Thylacine,et de Dasyuridae ont également été retrouvés. Thylacine ressemblait à un chien marsupial dont le dernier représentant, le Tigre de Tasmanie s'est éteint au XXe siècle. À la fin du Miocène, Thylacinus potens, était un des représentants plus importants des Thylacines. Les restes fossiles de T. potens  sont seulement constitués d'une mâchoire supérieure à Alccota station. Thylacinus megiriani est également présent dans les dépôts d'Alcoota. 
La vaste collection de Neohelos a permis de commencer une classification des Diprotodontes de la famille des Zygomaturidae du milieu du Miocène. 